# Sideritis cirujanoi
Sideritis cirujanoi là một loài thực vật có hoa trong họ Hoa môi. Loài này được Romo & al. miêu tả khoa học đầu tiên năm 1995.